# UFC 318
UFC 318: Holloway vs. Poirier 3 fue un evento de artes marciales mixtas producido por Ultimate Fighting Championship que se llevó a cabo el 19 de julio de 2025 en el Smoothie King Center en Nueva Orleans, Luisiana, Estados Unidos.

## Antecedentes
El evento marcó la sexta visita de la promoción a Nueva Orleans y la primera desde UFC Fight Night: Boetsch vs. Henderson en junio de 2015..
El excampeón de peso pluma de UFC, Max Holloway pone en juego su simbólico título «BMF» contra el excampeón interino de peso ligero de UFC, Dustin Poirier, en un combate de peso ligero en la pelea estelar. Sería su tercer enfrentamiento y la pelea de retiro de Poirier. Ambos se enfrentaron por primera vez en UFC 143 en febrero de 2012, cuando Holloway debutó como promotor y perdió por sumisión mediante una llave de brazo triangular. Su segundo enfrentamiento fue en abril de 2019 en UFC 236, cuando Poirier se convirtió en el campeón interino de peso ligero tras ganar por decisión unánime, lo que también puso fin a la racha de trece victorias consecutivas de Holloway.

## Bonificaciones
Los siguientes peleadores recibieron bonificaciones de 50.000 dólares.
- Pelea de la Noche: Brendan Allen vs. Marvin Vettori
- Actuación de la Noche: Ateba Abega Gautier, Islam Dulatov y Carli Judice